# Gigantochloa verticillata
Gigantochloa verticillata là một loài thực vật có hoa trong họ Hòa thảo. Loài này được (Willd.) Munro mô tả khoa học đầu tiên năm 1868.